# Sabine Schulte

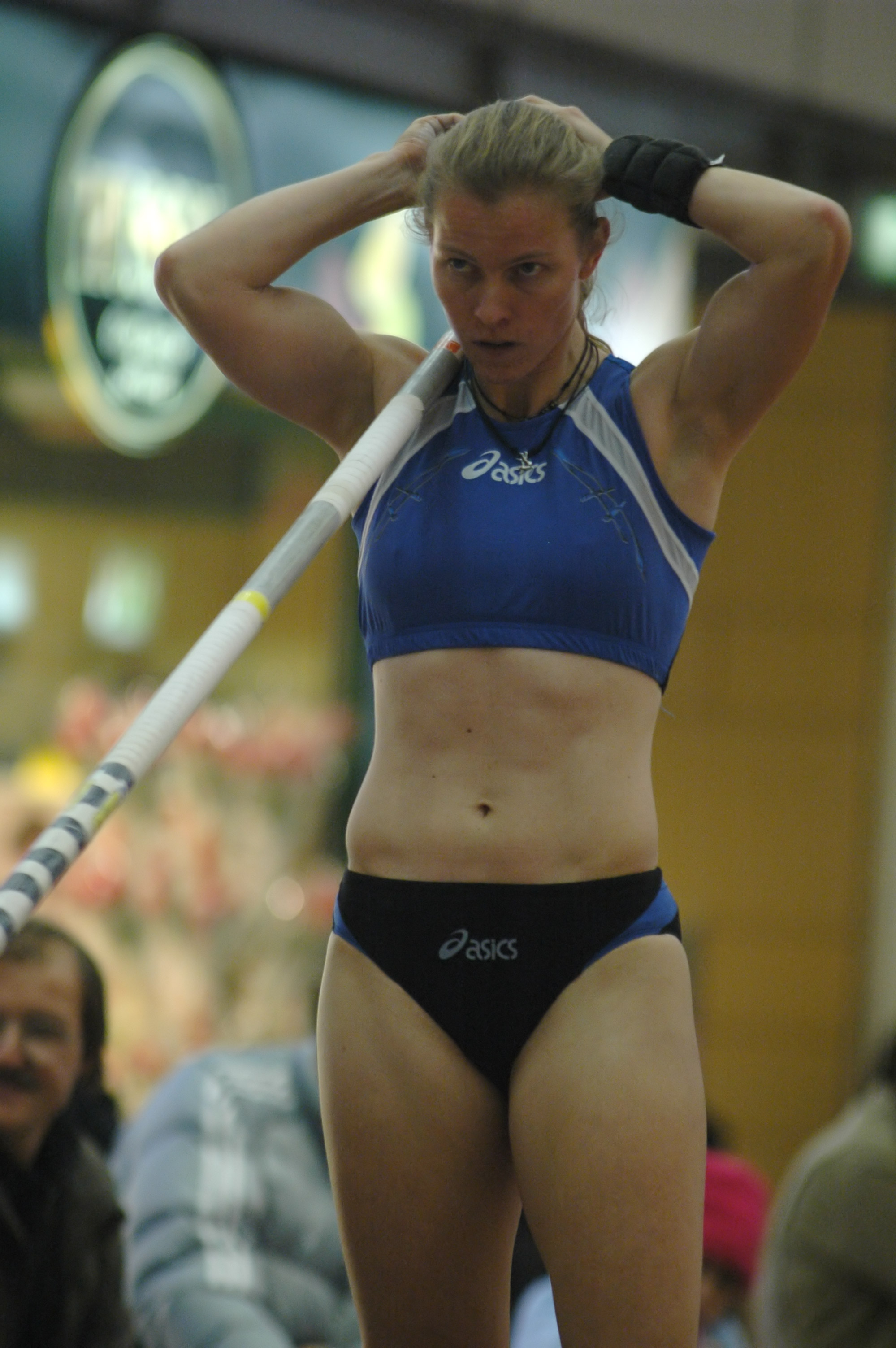
Sabine Schulte

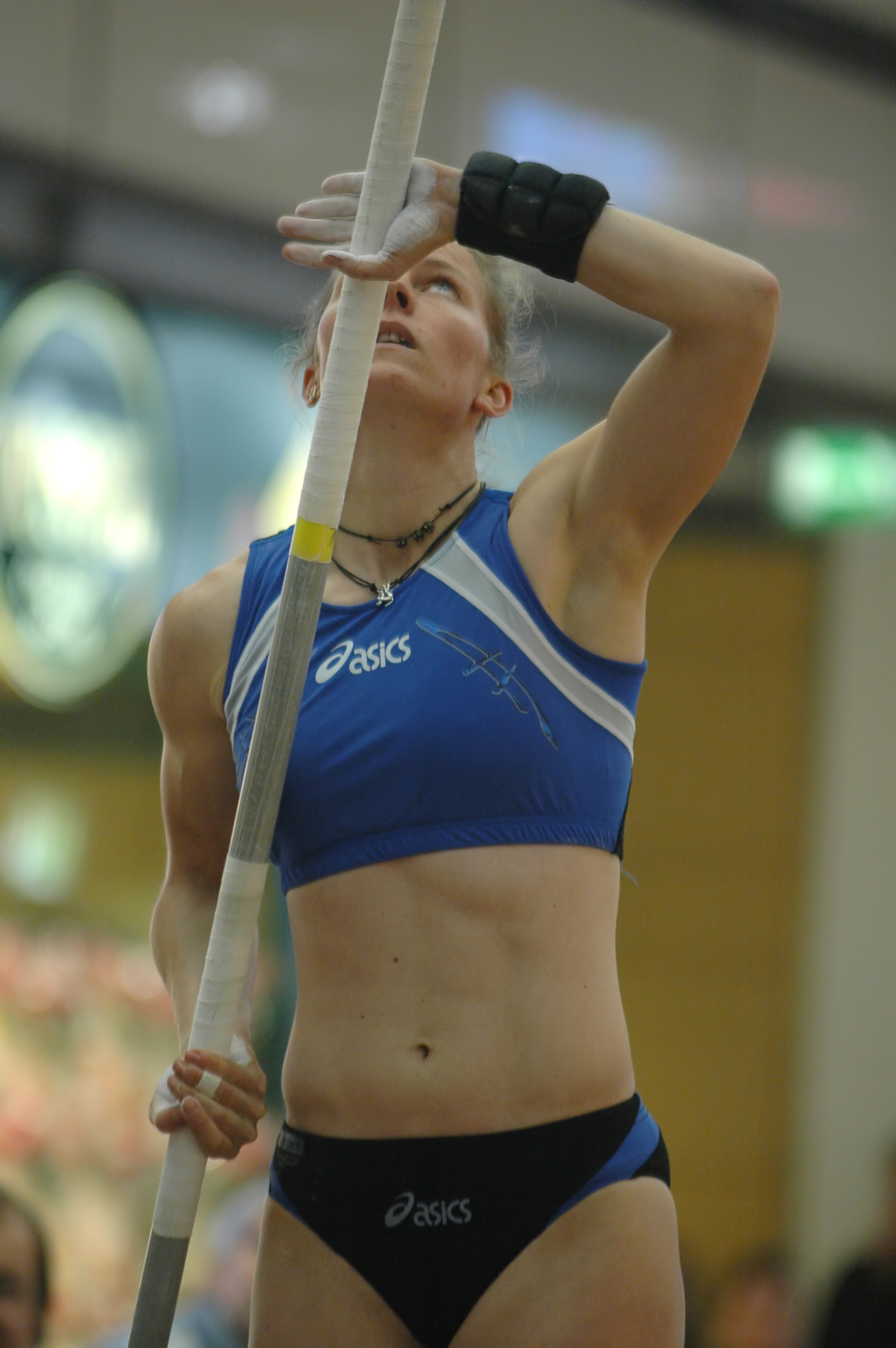
Sabine Schulte beim Stabhochsprungmeeting im Sterncenter Potsdam

Sabine Schulte (* 29. Januar 1976 in Bonn) ist eine ehemalige deutsche Stabhochspringerin.

## Leben
Sie wurde 1997 Deutsche Hallenmeisterin und nahm an den Hallenweltmeisterschaften 1997 in Paris teil. In der Freiluftsaison gewann sie bei den U23-Europameisterschaften in Turku die Bronzemedaille und belegte bei der Universiade in Catania den vierten Platz. 1998 gewann Schulte mit 4,25 Meter auch im Freien die Deutsche Meisterschaft. Im Jahr 2000 nahm sie an den Halleneuropameisterschaften in Gent teil und erreichte den sechsten Platz. Bei der Universiade in Peking gewann sie 2001 mit 4,35 Meter die Silbermedaille. 2002 stellte sie mit einer Höhe von 4,40 Meter ihre persönliche Bestleistung auf. 2007 beendete sie ihre Karriere.
Sabine Schulte ist verheiratet und lebt in Schleswig-Holstein. 2009 wurde sie Stabhochsprung-Landestrainerin.

## Erfolge
Vierkampf
- U14-Landesmeisterin

Stabhochsprung
- 1994 Westdeutsche Jugendmeisterin mit 3,35 m
- 1995 Aufnahme in den B-Kader mit 3,75 m
- 1997 Deutsche Hallenmeisterin
- 1997 Bronzemedaille bei den U23-Europameisterschaften in Turku
- 1998 Deutsche Meisterin
- 2000 6. Platz bei den Halleneuropameisterschaften in Gent
- 2001 Silbermedaille bei der Universiade in Peking
- 2006 deutscher W30-Rekord mit 4,20 m

Daneben ist Sabine Schulte sechsfache Deutsche Hochschulmeisterin. Ihr gelangen 233 offizielle Sprünge über vier Meter.

## Vereine
- SpVgg Lülsdorf-Ranzel
- LG Bonn/Troisdorf/Niederkassel
- LC Bonn
- Halstenbecker TS